# 최승효 가옥
최승효 가옥(崔昇孝 家屋)은 광주광역시 남구 양림동에 있는 일제강점기의 가옥이다. 1989년 3월 20일 광주광역시의 민속문화재 제2호로 지정되었다.

## 개요
이집은 정면 8칸 측면 4칸으로 규모가 크고 지붕은 팔작지붕이며, 기와는 유약을 바른 적색기와로 특이하며, 정면에 비대칭수법을 사용하여 율동감을 주는 등 전통가옥이 개화기 한옥으로 변화하는 과정을 보여주는 자료이다.
오른쪽의 경사진 부지를 자연 그대로 이용하여 반지하층을 구성하고, 언덕과 암벽에서 흘러내리는 석간수를 끌어다가 연못을 만들어 건물의 운치를 한결 돋보이게 했다.
1920년대에 지어진 이 가옥은 지붕밑에 다락이 있어서, 독립운동가들이 피신하던 장소로 또다른 의미가 있다.

## 참고 자료
- 최승효가옥 - 국가유산청 국가유산포털